# Емадо (Аризона)
Емадо (англ. Amado) — переписна місцевість (CDP) в США, в окрузі Санта-Круз штату Аризона. Населення — 198 осіб (2020).

## Географія
Емадо розташоване за координатами 31°41′50″ пн. ш. 111°3′39″ зх. д. / 31.69722° пн. ш. 111.06083° зх. д. (31.697358, -111.060803).  За даними Бюро перепису населення США в 2010 році переписна місцевість мала площу 13,66 км², з яких 13,62 км² — суходіл та 0,04 км² — водойми.

## Демографія
Згідно з переписом 2010 року, у переписній місцевості мешкало 295 осіб у 130 домогосподарствах у складі 77 родин. Густота населення становила 22 особи/км².  Було 207 помешкань (15/км²).
Расовий склад населення:
| - 67,1 % — білих - 3,4 % — корінних американців - 0,7 % — чорних або афроамериканців - 0,7 % — азіатів - 22,7 % — осіб інших рас |

До двох чи більше рас належало 5,4 %. Частка іспаномовних становила 48,5 % від усіх жителів.
За віковим діапазоном населення розподілялося таким чином: 19,7 % — особи молодші 18 років, 60,6 % — особи у віці 18—64 років, 19,7 % — особи у віці 65 років та старші. Медіана віку мешканця становила 47,5 року. На 100 осіб жіночої статі у переписній місцевості припадало 103,4 чоловіків;  на 100 жінок у віці від 18 років та старших — 99,2 чоловіків також старших 18 років.
Цивільне працевлаштоване населення становило 97 осіб. Основні галузі зайнятості: сільське господарство, лісництво, риболовля — 63,9 %, освіта, охорона здоров'я та соціальна допомога — 8,2 %.